# Piszkos pénz, tiszta szerelem
A Piszkos pénz, tiszta szerelem (Kara Para Aşk) egy török televíziós sorozat, amelyet 2014 márciusa és 2015 júliusa között forgattak. Rendezője Ahmet Katiksiz. Magyarországon 2017. július 3-a és 2019. augusztus 14-e között vetítették az Izaura Tv-n.

## Cselekmény
Ömer Demir egy szegény családból származik, nyomozóként dolgozik a rendőrségen, és készül feleségül venni a menyasszonyát. Elif Denizer ékszerkészítő, és egy gazdag családból származik. Elif a születésnapjára megy haza, és azon az éjszakán szörnyű dolog történik Elif apjával és Ömer menyasszonyával. Ömernek és Elifnek gyökeresen megváltozik az élete.